# Slocan
Slocan är en ort i Kanada.   Den ligger i provinsen British Columbia, i den södra delen av landet, 3 100 km väster om huvudstaden Ottawa. Slocan ligger 547 meter över havet och antalet invånare är 296. Den ligger vid sjön Slocan Lake.
Terrängen runt Slocan är bergig norrut, men söderut är den kuperad. Slocan ligger nere i en dal som går i nord-sydlig riktning. Trakten runt Slocan är nära nog obefolkad, med mindre än två invånare per kvadratkilometer.. Det finns inga andra samhällen i närheten.
I omgivningarna runt Slocan växer i huvudsak barrskog.